# MOCS3
MOCS3 (англ. Molybdenum cofactor synthesis 3) – білок, який кодується однойменним геном, розташованим у людей на короткому плечі 20-ї хромосоми. Довжина поліпептидного ланцюга білка становить 460 амінокислот, а молекулярна маса — 49 669.
| 10         |  | 20         |  | 30         |  | 40         |  | 50         |
| ---------- |  | ---------- |  | ---------- |  | ---------- |  | ---------- |
| MASREEVLAL |  | QAEVAQREEE |  | LNSLKQKLAS |  | ALLAEQEPQP |  | ERLVPVSPLP |
| PKAALSRDEI |  | LRYSRQLVLP |  | ELGVHGQLRL |  | GTACVLIVGC |  | GGLGCPLAQY |
| LAAAGVGRLG |  | LVDYDVVEMS |  | NLARQVLHGE |  | ALAGQAKAFS |  | AAASLRRLNS |
| AVECVPYTQA |  | LTPATALDLV |  | RRYDVVADCS |  | DNVPTRYLVN |  | DACVLAGRPL |
| VSASALRFEG |  | QITVYHYDGG |  | PCYRCIFPQP |  | PPAETVTNCA |  | DGGVLGVVTG |
| VLGCLQALEV |  | LKIAAGLGPS |  | YSGSLLLFDA |  | LRGHFRSIRL |  | RSRRLDCAAC |
| GERPTVTDLL |  | DYEAFCGSSA |  | TDKCRSLQLL |  | SPEERVSVTD |  | YKRLLDSGAF |
| HLLLDVRPQV |  | EVDICRLPHA |  | LHIPLKHLER |  | RDAESLKLLK |  | EAIWEEKQGT |
| QEGAAVPIYV |  | ICKLGNDSQK |  | AVKILQSLSA |  | AQELDPLTVR |  | DVVGGLMAWA |
| AKIDGTFPQY |  |            |  |            |  |            |  |            |

A: Аланін

C: Цистеїн

D: Аспарагінова кислота

E: Глутамінова кислота

F: Фенілаланін

G: Гліцин

H: Гістидин

I: Ізолейцин

K: Лізин

L: Лейцин

M: Метіонін

N: Аспарагін

P: Пролін

Q: Глутамін

R: Аргінін

S: Серин

T: Треонін

V: Валін

W: Триптофан

Кодований геном білок за функцією належить до трансфераз. 
Задіяний у такому біологічному процесі, як процесинг тРНК. 
Білок має сайт для зв'язування з АТФ, нуклеотидами, іонами металів, іоном цинку. 
Локалізований у цитоплазмі.